# Skála (kommunhuvudort)
Skála är en kommunhuvudort i Grekland.   Den ligger i prefekturen Lakonien och regionen Peloponnesos, i den södra delen av landet, 160 km sydväst om huvudstaden Aten. Skála ligger 14 meter över havet och antalet invånare är 2 817.
Terrängen runt Skála är kuperad åt nordväst, men åt sydost är den platt. En vik av havet är nära Skála söderut.  Närmaste större samhälle är Gýtheio, 13,9 km sydväst om Skála. 